# بند سلما
بند سَلْما سدی است بر روی هریرود در ولسوالی چشت شریف، ولایت هرات افغانستان. کار آب‌گیری ذخیره اصلی بند سلما در این ولایت، روز یکشنبه ۴ اسد (مرداد) ۱۳۹۴ آغاز شد و در ۱۵ خرداد ۱۳۹۵ به بهره‌برداری رسید. ذخیره اصلی بند سلما با ۲۰ کیلومتر طول و ۳ کیلومتر عرض، ظرفیت ۶۴۰ میلیون متر مکعب آب را دارد. بند سلما علاوه بر تأمین آب مورد نیاز برای بیشتر از ۷۵ هزار هکتار زمین کشاورزی، ظرفیت تولید سالانه ۴۲ مگاوات برق را نیز دارا است.
بند سلما بزرگ‌ترین پروژه کشور هندوستان برای بازسازی افغانستان است که با ارزش ۳۰۰ میلیون دلار احداث شده‌است. احداث بند سلما از پروژه‌های بزرگ دولت محمد داوود خان، نخستین رئیس‌جمهوری افغانستان بود که در سال ۱۹۷۶ به کمک هند آغاز شد. روند ساخت این بند که به دلیل درگیری‌ها در افغانستان متوقف شده بود، بار دیگر در سال ۲۰۰۵ آغاز شد.

## پیشینه
سد سلما که در افغانستان به پروژهٔ بند سلما معروف است بزرگ‌ترین برنامهٔ زیربنایی تاریخ افغانستان است که در زمان حکومت سردار محمد داوود خان نخستین رئیس‌جمهور پیشین افغانستان طرح‌ریزی شد و کار مقدماتی آن در همان زمان آغاز و اعمار آن تا بیست و پنج درصد تکمیل گردید. اما وقوع جنگ‌های خونین در این کشور موجب توقف اعمار بند در سال ۱۳۵۷ گردید. پس از سقوط طالبان، دولت افغانستان اعمار بند سلما را نخستین برنامهٔ بزرگ سازندگی‌اش عنوان کرد و در ۲۵ حوت سال ۱۳۸۶ سنگ تهداب آن گذاشته شد. این سد در ۱۷۰ کیلومتری شمال شرق هرات و در مسیر دریای هریرود در ولسوالی چشت ولایت هرات احداث می‌گردد که با تکمیل آن بیش از ۴۲ مگاوات برق مورد نیاز هرات و ولایات همجوار آن تأمین خواهد شد و بیش از ۲۰۰ هزار جریب زمین از مسیر هریرود تا مرز ایران در منطقهٔ ذوالفقار را نیز آبیاری خواهد کرد. کشور هند متعهد شد تا این بند را از کمک‌های بلاعوض دولت آن کشور احداث کند. کار اعمار بند سلما که قرار بود طی ۱۵ ماه به پایان برسد به دلایل مختلفی از جمله نبود امنیت کامل با کندی مواجه شد. افراد مسلح بارها بر کارگران و مهندسان شاغل در بند حمله کردند و در مواردی حتی چندین محافظ امنیتی آنان را کشتند. سد سلما در ۱۵ خرداد ۱۳۹۵ با حضور اشرف غنی رئیس‌جمهور افغانستان و نارندرا مودی نخست‌وزیر هند، به بهره‌برداری رسید.
ایران و ترکمنستان که در حال حاضر عمده مصرف‌کنندهٔ آب هریرود هستند، با احداث این سد مخالف هستند. زیرا ورودی آب سد دوستی که توسط این دو کشور بر روی هریرود احداث شده‌است را ۷۳ درصد کاهش می‌دهد. آب هریرود تأمین‌کنندهٔ بخشی از آب استان خراسان رضوی ایران است و در صورت احداث این سد، منبع تأمین آب این منطقه از میان می‌رود؛ ولی دولت افغانستان اعلام کرده نسبت به این نگرانی‌ها بی‌توجه است، چون آب افغانستان برای سال‌ها رایگان به مصرف کشورهای همسایه رسیده‌است.

## هند و بند سلما

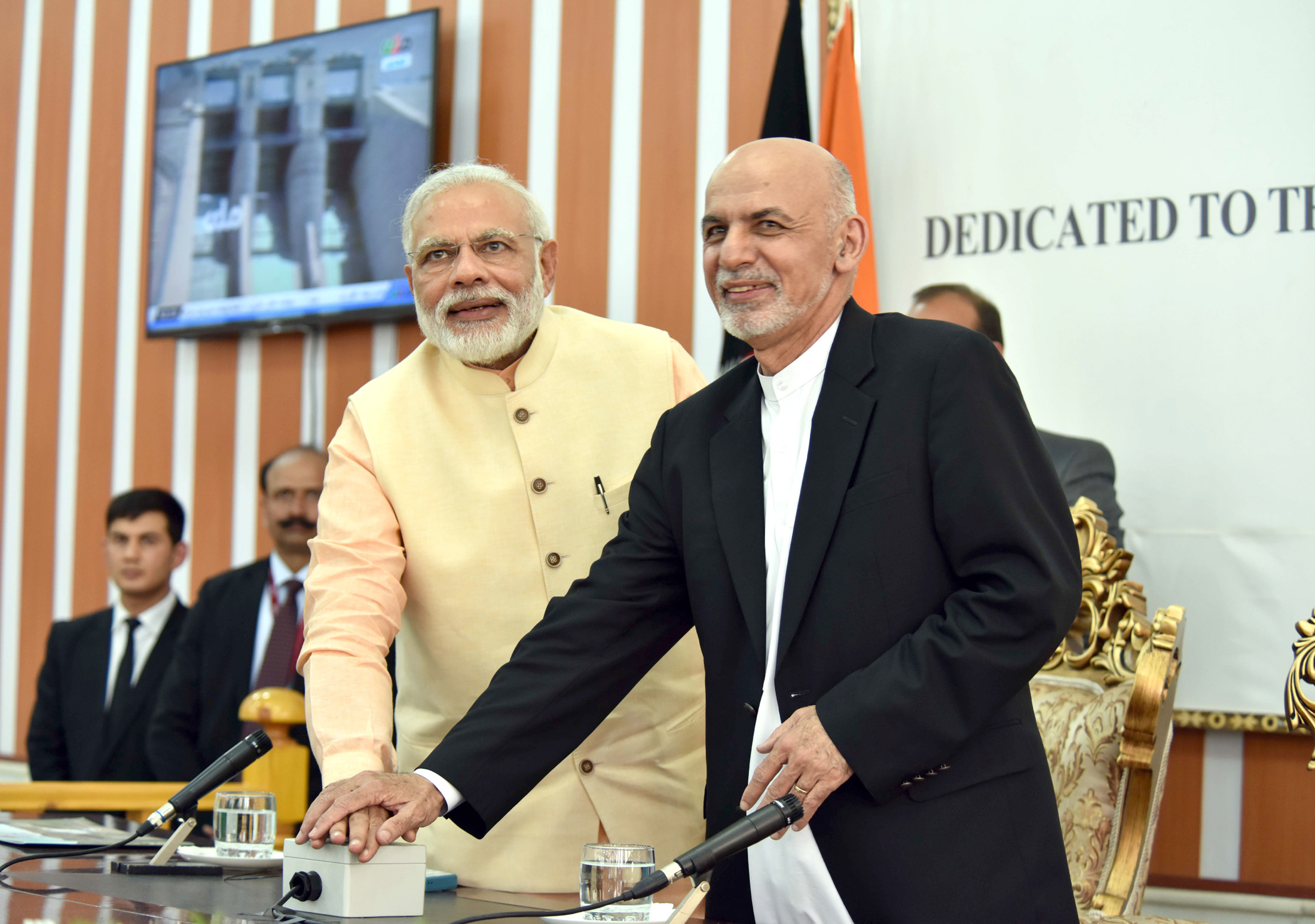
نخست وزیر هندوستات نارندرا مودی رئیس جمهوری افغانستان اشرف غنی در افتتاحیه بند سلما.

کشور هند که یکی بزرگ‌ترین کشورهای کمک‌کننده به افغانستان به‌شمار می‌آید، کار اعمار این بند را با هزینه‌ای بیش از هشتاد میلیون دلار آمریکایی از کمک‌های بلاعوضش به افغانستان به عهده گرفت، اما بعدها مشخص شد که اعمار بند سلما هزینهٔ بیشتری می‌طلبد و دولت هند بازهم تعهد کرد که همهٔ هزینهٔ احتمالی آن را پرداخت خواهد کرد. هر چند کار اعمار این بند سی سال پیش نیز به یک شرکت هندی سپرده شده بود، اما در آن زمان هزینهٔ اعمار آن توسط دولت افغانستان پرداخت می‌شد.
راکش سود سفیر وقت هندوستان در افغانستان گفته بود: «از آنجایی‌که سلسلهٔ چشتیه از اینجا (ولسوالی چشت شریف) به هندوستان رفته، بنا بر این میان مردم چشت و مردم هند سابقهٔ طولانی وجود دارد و به همین سبب دولت ما تصمیم گرفت که این بند را اعمار کند.»

## مرکز اصلی آب
بند سلما در منطقهٔ سلما در ولسوالی چشت ولایت هرات و در ۱۷۰ کیلومتری شمال‌شرق شهر هرات، در مسیر دریای هریرود قرار دارد. دریای هریرود از دامنه‌های کوه بابا در مناطق مرکزی افغانستان سرچشمه می‌گیرد و فاصلهٔ طولانی را در داخل ولایت غور طی نموده و با عبور از شهر چغچران مرکز آن ولایت وارد ولایت هرات می‌شود. هریرود ۱٬۱۲۴ کیلومتر طول دارد که ۵۶۰ کیلومتر آن در درون افغانستان جاری است و شصت کیلومتر مرز مشترک میان دو کشور ایران و افغانستان را همین دریا تشکیل می‌دهد.

## ایجاد نا امنی
از آغاز بکار احداث این بند، بارها حملات مسلحانه موجب هراس کارکنان و مهندسان این سد شده‌است تا اواخر سال ۱۳۸۹ ه‍.ش بیست تن از کارکنان و محافظان امنیتی آنان توسط افراد مسلح ناشناس به قتل رسیده‌اند. این‌گونه حملات با هدف ایجاد هراس و جلوگیری از تکمیل عملیات ساخت این سد صورت می‌گیرد. دولت هند تهدید کرد در صورتی‌که افغانستان نتواند امنیت کارکنان هندی و افغان در بند سلما را تأمین کند ممکن است کار اعمار بند متوقف شود یا به تعویق افتد، هم‌اکنون همهٔ آب‌های هریرود به سد دوستی، سد مشترک ایران و ترکمنستان سرازیر می‌شود. ایران و ترکمنستان بدون در نظر گرفتن افغانستان به عنوان کشور منبع هریرود یا کشور ناظر، سد دوستی را به توافق هم به منظور ذخیرهٔ آب رودخانه‌ای که منبع آن افغانستان است احداث کردند. این سد با همکاری مشترک ایران و ترکمنستان ساخته شده و عملیات اجرایی ساخت آن در سال ۱۳۷۹ آغاز و در فروردین سال ۱۳۸۴ توسط محمد خاتمی رئیس‌جمهور ایران و صفرمراد نیازف رئیس‌جمهور ترکمنستان افتتاح گردید اما از آنجایی‌که با ایجاد سد سلما در افغانستان مشکلات بی‌آبی به ویژه آب آشامیدنی مشهد، دولت ایران را به شدت تهدید خواهد کرد؛ عده‌ای ایران را مسئول ایجاد نا امنی در بند سلما می‌نامند.
بخشی از آب آشامیدنی شهر مشهد ایران از سد دوستی تأمین می‌شود. دولت افغانستان تاکنون هیچ واکنش رسمی نسبت به اظهارات نشریات افغان مبنی بر دست داشتن ایران در ایجاد ناامنی در بند سلما نشان نداده است ولی هیچگاه نیز دست داشتن ایران در این حوادث را رد نکرده‌است.
دولت ایران گفته‌است در سال ۱۳۶۲ که نخستین معاهده میان ایران و شوروی سابق برای ساخت سد بر روی هریرود منعقد شد، در همان زمان هم عنوان شد که افغانستان سد سلما را در دست ساخت دارد و سرمایه‌گذاری ما برای احداث سد توجیه ندارد و همین مسئله باعث شد ۱۰–۱۲ سال دست نگه داریم و نتیجهٔ آن از دست دادن ۳۰ میلیارد مترمکعب آب بود از لحاظ علمی و هیدرولوژیکی هریرود به شدت طغیانی است، یک سال ۱۰۰ میلیون و برخی سال‌ها تا چهار میلیارد متر مکعب آورد آب دارد؛ بنابراین اگر سد سلما هم به بهره‌برداری برسد، حدود ۶۰ تا ۷۰ درصد میزان آب را داریم، چون سد دوستی بر این مبنا طراحی شده که بتواند آب را برای سه چهار سال جابه‌جا کند. دولت ایران معتقد است که می‌بایست حقابهٔ ایران توسط افغان‌ها مدنظر گرفته شود. عدهٔ محدودی نیز پاکستان را به دلیل دشمنی دیرینه‌اش با هند عامل ناامنی‌های بند سلما عنوان می‌کنند زیرا معتقدند که پاکستان نمی‌تواند بزرگ‌ترین دستاورد ملی افغانستان را در حالی تحمل کند که هند هم آن را ساخته است و هم هزینه‌اش را پرداخت کرده‌است.
بعد از افتتاح بند سلما همچنان ایجاد نا امنی‌ها ادامه یافته تا این که تقریباً یک ماه بعد از افتتاح بند، تعداد ۱۰ تن از محافظان بند سلما طی یک درگیری مسلحانه با طالبان در ولسوالی چشت شریف ولایت هرات، به قتل رسیدند. در این درگیری چهار عضو گروه طالبان نیز کشته شدند.

## گشایش بند سلما
بند سلما در ولایت هرات توسط صدراعظم هند و رئیس‌جمهور افغانستان رسماً به بهره‌برداری سپرده شد؛ نارندرا مودی صدراعظم هند صبح روز شنبه در سفری از پیش تعیین شده به ولایت هرات در غرب افغانستان رسید تا با محمد اشرف غنی رئیس‌جمهور افغانستان بند سلما موسوم به بند دوستی افغان-هند را افتتاح کند.
اشرف غنی با اشاره به کمک‌های هند به بازسازی افغانستان گفت افغان‌ها هندی‌ها را با ساختمان پارلمان جدید، شاهراه دلارام-زرنج و بند سلما می‌شناسند: «این بدان معناست که می‌توانیم در بخش امید و طراوت، نه در بخش پراکندن هراس و تردید و ظلمت سهم بگیریم. یعنی بدرود گفتن به سیاست‌های منسوخ دوران جنگ سرد».
این اشارهٔ غنی به صورت غیرمستقیم به پاکستان، کشور همسایهٔ افغانستان بود که به حمایت از هراس‌افکنان متهم است و دشمن دیرینهٔ هند به حساب می‌آید. پاکستان از دیر زمانی به این‌سو نگران گسترش نقش هند در افغانستان بوده‌است.
ساخت این بند برق و آب‌گردان، بیش از ۳۰۰ میلیون دلار آمریکایی هزینه برداشته که از سوی هند پرداخت شده‌است.
این بند ۲۰ کیلومتر طول و سه کیلومتر عرض دارد و ظرفیت ذخیره‌سازی ۶۴۰ متر مکعب آب را دارد. همچنین بند سلما، ۴۳ مگاوات برق تولید خواهد کرد و برق ۴۰ هزار خانواده را تأمین خواهد کرد. همچنان این بند ظرفیت آبیاری ۸۰ هزار هکتار زمین کشاورزی را دارد که می‌تواند بیش از ۵۰ هزار خانواده از آن بهره مند شوند.

## تولید برق از بند سلما
طبق اعلام مسئولان محلی در هرات، روز سه‌شنبه (۹ آپریل ۲۰۲۵ - ۱۹ فروردین ۱۴۰۴) هر سه پایه از توربین‌های برق بند سلما به‌طور کامل و به صورت عادی روشن و به شبکه برق وصل شده‌اند که دارای ظرفیت تولید ۳۴ مگاوات است.

## پیام تبریک عبدالله عبدالله
عبدالله عبدالله، رئیس اجراییهٔ حکومت وحدت ملی گشایش بند سلما را به همهٔ شهروندان کشور تبریک گفت.
وی گشایش این بند را یکی از بی‌سابقه‌ترین اقدامات حکومت افغانستان می‌داند و می‌گوید که بند سلما نشان می‌دهد که حکومت وحدت ملی به توسعهٔ پروژه‌های اقتصادی پابند است.
وی گفت: «امروز برای افغانستان، یک روز خوش و یک گام مثبت و مؤثر به سوی رشد، انکشاف و پیشرفت است. امروز، با افتتاح بند دوستی افغانستان و هند (بند سلما)، پس از چهل سال، آرزوی مردم افغانستان برآورده شد و متحقق گردید. من گشایش و افتتاح این بند را برای تمام مردم افغانستان و مردم کشور دوست هندوستان، مبارک می‌گویم.»

## شورای ولایتی غور
روز دوشنبه ۲۴ ژوئیهٔ ۲۰۱۷ شورای ولایتی غور اعلام کرد، حکومت ایران در غرب افغانستان طالبان را حمایت مالی و نظامی می‌کند تا بند سلما هرات را تخریب کند. فضل‌الحق احسان رئیس شورای ولایتی غور گفت طالبان با پشتیبانی ایران موفق شد ولسوالی تیوره در ولایت غور را تصرف کند که این موضوع راه را برای بدست گرفتن بند سلما باز می‌کند. سفارت ایران در کابل این ادعاها را رد کرده‌است. 